# There for Tomorrow
There For Tomorrow — альтернативная рок-группа, образованная в Орландо, штат Флорида в 2003 году. Группа состоит из четырёх человек и создавалась под влиянием таких групп, как Jimmy Eat World, Blink-182, Third Eye Blind и The Hives.

## История
There For Tomorrow была сформирована в то время, когда все её члены были подростками в средней школе, состоящей из Майка Мэйла, Кристиана Клаймера, Криса Камрада, Джей Энрикеса. Группа изначально называлась «The Kick Off». Название группы предложил Энрикес. Группа выпустила свой дебютный альбом «Point Of Origin» весной 2004 года без лейбла, так как они были без знака в то время. Альбом создавался без Кристиана Клаймера. Он присоединился к группе в 2006 году в качестве ведущего гитариста, их музыка начала играть на местной радиостанции. После тура, они встретились с Джеймсом Пауль Визнером (Underoath, Paramore), который продюсировал их 2007 «Pages EP», которая привлекла внимание альтернативного рок-лейбла Hopeless Records. Группа сняла клип на сингл «Pages», режиссёр Крис Гридер. 9 июня 2009 группа выпустила одну из своих самых известных песен — «A Little Faster» из одноименного альбома. Песня вошла в саундтрек телефильма «Бен 10: Инопланетное нашествие» (TV-PG), являющимся частью франшизы «Бен 10», и связывающий мультсериалы «Инопланетная сила» и «Инопланетная сверхсила». Использование песни в фильме значительно и положительно сказалось на популярности песни. Также в 2011 году песня прозвучала в рекламном ролике серии игрушек «Nerf» компании «Hasbro».
19 ноября группа опубликовала заявление на Facebook, официально объявив о распаде группы. Они сыграли своё прощальное шоу в декабре 2014 года.

## Состав
- Майка Мэйл — вокал, ритм-гитара, программирование (с 2003 - по 2014)
- Кристиан Клаймер — соло-гитара, бэк-вокал (с 2006 - по 2014
- Джей Энрикес — бас-гитара, бэк-вокал (с 2003 - по 2014)
- Кристофер Камрада — ударные, перкуссия, семплирование (с 2003 - по 2014)

## Дискография

### Студийные альбомы
- Point of Origin (2004)
- A Little Faster (2009)
- The Verge (2011)

### Мини-альбомы
- Pages (2007)
- There for Tomorrow (2008)
- Re:Creations (2010)
- Nightscape (2014)